# Алоїс Гандел
Алоїс Гандль (1837, Форарльберг (Австрія) — 1915, м. Чернівці) — педагог, громадський діяч, двічі обирався ректором Чернівецького університету.

## Біографія
Народився в Форарльберзі (Австрія) в 1837 році.
Після закінчення гімназії вступив на навчання в Віденський університет (1855-1859).
В грудні 1859 року здобув ступінь доктора філософії і отримав право викладати фізику та математику в університеті Львова.
В 1862 році стає ординарним професором з цього фаху.
В 1865 році він — державний інспектор екзаменаційної комісії навчальних установ зі стенографії.
З 1867 — член фізіографічної комісії при Краківській академії.
В 1867 році стає членом правління комітету першого загального товариства службовців у Львові, а з 1868 — почесним членом Галицького товариства стенографів.
В 1872 році починає працювати професором фізики і хімії у Військовій академії у Відні.
За рішенням уряду, в зв'язку з відкриттям нового університету, від липня 1875 року був призначений ординарним професором з фізики та членом правління фізичного Інституту при університеті імені Франца Йосифа у Чернівцях.
У 1879—1880 та 1894—1895 роках Алоїс Гандль обирається ректором Чернівецького університету імені Франца Йосифа.
Помер в 1905 році.

## Публікації
- Навчальний посібник з фізики для старших класів середньої школи.

Підручник був надрукований у Відні: в 1871 році — перше видання, а у 1900 — друге.

## Нагороди
- Орден Залізної корони 3-го ступеня (1898)
- Почесна медаль за віддану працю (1899)
- Ювілейна медаль (40-річчя сумлінної викладацької служби) (1899)